# Nova Laranjeiras
Nova Laranjeiras ist ein brasilianisches Munizip im Süden des Bundesstaats Paraná. Es hat 12.074 Einwohner (2022), die sich Nova-Laranjeirenser nennen. Seine Fläche beträgt 1.210 km². Es liegt 688 Meter über dem Meeresspiegel.

## Etymologie
Der erste Name des Ortes war Rio das Cobras, in Anlehnung an einen Fluss, der in der Nähe der Stadt vorbeifließt. Der Volksmund erzählt, dass es einen Ort mit vielen Schlangen (Kobras) gab, die sogar geflogen seien. Bei der Ausgründung als Munizip wurde der Name des Muttermunizips übernommen und um den Zusatz Nova (deutsch: Neu) erweitert.

## Geschichte

### Besiedlung
Das erste Gebäude war im Jahr 1947 ein Hotel an der BR-277, in dem Händler und Fahrer übernachteten, die das Holz für den Bau der Brücke zwischen Brasilien und Paraguay transportierten. Besitzer und erster Kaufmann im Ort war João Karpinski. Es zogen Familien aus dem Norden von Rio Grande do Sul meist italienischer Herkunft zu. Der Erste, der Land erwarb, war Avelino Badotti. Die neuen Siedler brachten fast immer einige finanzielle Mittel für ihre Einrichtung mit, bauten Getreide an und züchteten Schweine und Rinder. Der Anbau wurde auf kleinen Flächen von der Familie selbst durchgeführt.
Das meist angebaute Produkt war in den 1950er Jahren Weizen. Er diente nicht nur dem Eigenverbrauch, sondern wurde auch vermarktet. Auch Mais, Reis und Bohnen wurden zu dieser Zeit zur Selbstversorgung angebaut. Als Transportmittel dienten Pferde und Ochsenkarren, die Gesellschaft war handwerklich geprägt.
Im Jahr 1955 wurde die erste Kapelle gebaut. Das erste Gewerbe wurde 1957 von Avelino Badotti und Virgílio Macarini errichtet, um die für die Bepflanzung gefällten Araukarien zu verarbeiten. Wegen des Mangels an Arbeitskräften für die Industrie kamen auch die ersten Arbeiter nach Nova Laranjeiras (damals noch Rio das Cobras).
Sobald sie sich niedergelassen hatten, wurden die Einwanderer beim Bau von Straßen in ihren jeweiligen Siedlungen eingesetzt.
Zwischen 1955 und 1972 wurde Strom mit Dieselgeneratoren erzeugt. Traditionell wurden noch Lampen mit Schweinefett in einem Behälter mit einem Docht und Petroleumlampen benutzt.
Im Jahr 1973 wurde das erste Stromnetz in Betrieb genommen. 
Sieben Jahre nach seiner Gründung litt das Munizip unter den Folgen eines starken Sturms, der die Stadt am 13. Juni 1997 verwüstete. Gemäß dem Dekret Nr. 078/97 wurde der Zustand der öffentlichen Katastrophe ausgelöst. Insgesamt wurden 200 Häuser ebenso wie die Geschäftshäuser und öffentlichen Einrichtungen zerstört.

### Erhebung zum Munizip
Nova Laranjeiras wurde durch das Staatsgesetz Nr. 9249 vom 16. Mai 1990 aus Laranjeiras do Sul ausgegliedert und in den Rang eines Munizips erhoben. Es wurde am 1. Januar 1993 als Munizip installiert.

## Geografie

### Fläche und Lage
Nova Laranjeiras liegt auf dem Terceiro Planalto Paranaense (der Dritten oder Guarapuava-Hochebene von Paraná). Seine Fläche beträgt 1210 km². Es liegt auf einer Höhe von 688 Metern.

### Vegetation
Das Biom von Nova Laranjeiras ist Mata Atlântica.

### Klima
Das Klima ist gemäßigt warm. Es werden hohe Niederschlagsmengen verzeichnet (2084 mm pro Jahr). Im Jahresdurchschnitt liegt die Temperatur bei 18,9 °C. Die Klimaklassifikation nach Köppen und Geiger lautet Cfa.

### Gewässer
Nova Laranjeiras liegt je hälftig in den Einzugsgebieten von Iguaçú und von Piquirí. Der Piquirí begrenzt das Munizip im Norden, sein linker Nebenfluss Rio do Cobre bildet eine kurze Strecke bis zu seiner Mündung in den Piquirí die östliche Grenze. Im Norden des Munizips fließt der Rio Bandeira ebenfalls zum Piquiri. Der Rio Cascudo bildet die Grenze zu Diamante do Sul im Nordwesten.
Der rechte Iguaçú-Nebenfluss Rio Chagu bildet die östliche Grenze des Munizips. Etwa 6 km nordwestlich des Hauptorts entspringt der Rio das Cobras und fließt zunächst entlang der Grenze der Terra Indígena Rio das Cobras nach Südwesten in Richtung Rio Iguaçú.

### Straßen
Nova Laranjeiras liegt an der BR-277 von Foz do Iguaçu zum Hafen Paranaguá zwischen den Großstädten Cascavel und Guarapuava.

### Terras Indígenas
Im Gebiet des Munizips liegt die Terra Indígena Rio das Cobras zu zwei Dritteln (die restlichen 38 % gehören zum Nachbarmunizip Espigão Alto do Iguaçu). Gemäß der Datenbank der indigenen Territorien des Instituto Socioambiental leben hier 3250 Menschen von den Völkern der Guarani (Mbya) und der Kaingang (Stand: 2014).
| Terra indígena | Völker                 | Bewohner | Fläche (km²) | Bewohner pro km² | Kategorie      |
| -------------- | ---------------------- | -------- | ------------ | ---------------- | -------------- |
| Rio das Cobras | Guarani Mbya, Kaingang | 3.250    | 190          | 17               | Terra Indígena |

### Nachbarmunizipien
| Diamante do Sul        | Laranjal                                    | Marquinho          |
| Guaraniaçu             | Kompassrose, die auf Nachbargemeinden zeigt |                    |
| Espigão Alto do Iguaçu | Rio Bonito do Iguaçu                        | Laranjeiras do Sul |

## Stadtverwaltung
Bürgermeister: Fabio Roberto dos Santos, PSDB (2021–2024)
Vizebürgermeister: Celso Pedro Sampietro, REP (2021–2024)

## Demografie

### Bevölkerungsentwicklung
| Jahr | Einwohner | Stadt | Land |
| ---- | --------- | ----- | ---- |
| 2000 | 11.699    | 15 %  | 85 % |
| 2010 | 11.241    | 21 %  | 79 % |
| 2022 | 12.074    |       |      |

Quelle: IBGE (2011) und Volkszählung 2022

### Ethnische Zusammensetzung
| Gruppe * | 2000    | 2010    | wer sich als …                                                                   |
| --- | ------- | ------- | -------------------------------------------------------------------------------- |
| Weiße | 65,1 %  | 55,3 %  | weiß bezeichnet                                                                  |
| Schwarze | 2,0 %   | 2,9 %   | schwarz bezeichnet                                                               |
| Gelbe | 0,2 %   | 0,5 %   | von fernöstlicher Herkunft wie japanisch, chinesisch, koreanisch etc. bezeichnet |
| Braune | 23,0 %  | 22,2 %  | braun oder als Mischung aus mehreren Gruppen bezeichnet                          |
| Indigene | 9,4 %   | 19,1 %  | Ureinwohner oder Indio bezeichnet                                                |
| ohne Angabe | 0,3 %   | 0,0 %   |                                                                                  |
| Gesamt | 100,0 % | 100,0 % |                                                                                  |
| *) Das IBGE verwendet für Volkszählungen ausschließlich diese fünf Gruppen. Es verzichtet bewusst auf Erläuterungen. Die Zugehörigkeit wird vom Einwohner selbst festgelegt. |         |         |                                                                                  |

Quelle: IBGE (Stand: 1991, 2000 und 2010)